# Al cor de la jungla
Al cor de la jungla (títol original: Sniper) és una pel·lícula d'acció  estatunidenco-peruana dirigida per Luis Llosa, estrenada l'any 1993, protagonitzada per Tom Berenger i Billy Zane. Ha estat doblada al català.

## Argument
El film comença amb un vaixell navegant al canal de Panama. Dos snipers d'elit dels Marines americans, el sergent Thomas Beckett i el caporal Papich són transportats a un bosc de Panama per assassinar un cap rebel. Beckett diu al pilot de l'helicòpter d'esperar la nit per tornar. Els dos franctiradors s'instal·len a abast de tir del poble. Després d'haver matat el rebel, s'enfonsen a la jungla i esperen la nit per marxar amb un helicòpter que arriba dues hores abans, cosa que els fa visibles a un franctirador armat d'un Dragonov (una arma russa). Just abans d'embarcar, el seu tret toca el caporal Papich que cau a terra. Beckett torna per recuperar-lo i el puja a l'helicòpter però Papich mor.
Al retorn Beckett s'entera que li han assignat una nova missió, la « missió Panamà »: aquesta vegada cal executar un general panameny. Hi anirà acompanyat d'un novell sense experiència, el sotstinent Richard Miller. Miller forma part dels SWAT i és campió olímpic de tir.

## Repartiment
- Tom Berenger: Thomas Beckett
- Billy Zane: Richard Miller
- J. T. Walsh: Chester Van Damme
- Ken Radley: El cirurgià
- Aden Young: Doug Papich
- Reinaldo Arenas: Cacique
- Gary Swanson: oficial de Washington
- Hank Garrett: almirall de Washington
- Frederick Miragliotta: Alvarez
- Vanessa Steel: Mrs Alvarez
- Carlos Alvarez: Raoul Ochoa

## Al voltant de la pel·lícula
- S'han fet fins a quatre continuacions d'aquest film: Sniper 2 per Craig R. Baxley (2002), Sniper 3 per P.J. Pesce (2004), Sniper 4: Reload (2011) i Sniper Legacy per Don Michael Paul (2014)
- Les armes :
  - Beckett se suposa que fa servir un fusell de precisió M40: l'actor manipula en realitat un Remington 700 maquillat.[3]
  - Miller se suposa que fa servir un HK PSG1: és de fet un HK G3 modificat, amb la ullera, el carregador i la pom del PSG-1.
  - L'enemic franctirador de Beckett utilitza un fusell Dragunov.
- Tom Berenger i Billy Zane van ser entrenats en medi real pel conseller militar del film, Dale Dye, antic tirador d'elit i capità de Marines (també va ser conseller militar del film Platoon.)